# Matías Sborowitz
Matías Sborowitz (* 9. Juli 1993 in Santiago de Chile) ist ein chilenischer Tennisspieler.

## Karriere
Sborowitz spielte bereits zwischen 2008 und 2011 auf der Junior-Tour, wo er einen 15. Rang in der Jugend-Weltrangliste erreichte.
Ab 2008 spielte er bereits Future-Turniere und 2009 in Quito sein erstes Turnier der ATP Challenger Tour. Erst 2011 gelang ihm der Einzug in ein Future-Halbfinale, wodurch er seine ersten Punkte für die Weltrangliste erhielt und fortan in den Top 1000 geführt wurde. Bis 2014 schaffte er seine Position zwischen 600 und 1000 zu halten, ein Durchbruch gelang ihm aber nicht. 2012 kam er außerdem in Viña del Mar bei den VTR Open im  Doppel durch eine Wildcard zu seinem einzigen Auftritt auf der ATP World Tour. An der Seite von Gonzalo Lama verlor er in der ersten Runde gegen David Marrero und Pere Riba deutlich. 2014 schaffte er eine deutliche Steigerung. Er erreichte vier Finals bei Future-Turnieren, von denen er zwei gewann. Dadurch verbesserte er sich in der Weltrangliste bis auf seine Höchstplatzierung von Rang 456. Sein letztes Turnier spielte er Ende Dezember 2014 in Chile. Seitdem spielte er kein Turnier mehr und wird seit Ende 2015 auch nicht mehr in der Weltrangliste geführt.